# 弘前ステーションビル
弘前ステーションビル株式会社（ひろさきステーションビル）はかつて青森県弘前市に本社を置いていた東日本旅客鉄道（JR東日本）の連結子会社。

## 沿革
- 2003年4月1日 - 鰺ケ沢駅・板柳駅・津軽新城駅の業務を受託。
- 2004年4月1日 - 川部駅の業務を受託。
- 2004年12月3日 - 弘前駅ビル「アプリーズ」リニューアルオープン。
- 2011年4月1日 - JR東日本青森エリアの商業施設事業再編に伴い、JR東日本青森商業開発に吸収合併されて消滅、「アプリーズ」・弘前地区構内店舗の運営権を同社へ承継[1]。

## 業務内容
- 駅ビルの運営
  - 弘前駅ビル「アプリーズ」
- JR東日本秋田支社管内津軽地区の業務受託
  - 川部駅
  - 津軽新城駅
  - 鰺ケ沢駅
  - 板柳駅
- 弘前地区キヨスクの営業
  - 大鰐温泉駅
  - 弘前駅
  - 浪岡駅
  - 鰺ケ沢駅
  - 五所川原駅